# Colonia Ecológica Asociación de Lucha Social
Colonia Ecológica Asociación de Lucha Social är en ort i Mexiko.   Den ligger i kommunen Hidalgo och delstaten Michoacán de Ocampo, i den södra delen av landet, 160 km väster om huvudstaden Mexico City. Colonia Ecológica Asociación de Lucha Social ligger 2 103 meter över havet och antalet invånare är 1 349.
Terrängen runt Colonia Ecológica Asociación de Lucha Social är huvudsakligen kuperad. Colonia Ecológica Asociación de Lucha Social ligger nere i en dal som går i öst-västlig riktning. Runt Colonia Ecológica Asociación de Lucha Social är det ganska tätbefolkat, med 90 invånare per kvadratkilometer. Närmaste större samhälle är Ciudad Hidalgo, 5,4 km öster om Colonia Ecológica Asociación de Lucha Social. I omgivningarna runt Colonia Ecológica Asociación de Lucha Social växer huvudsakligen savannskog.